# 1201

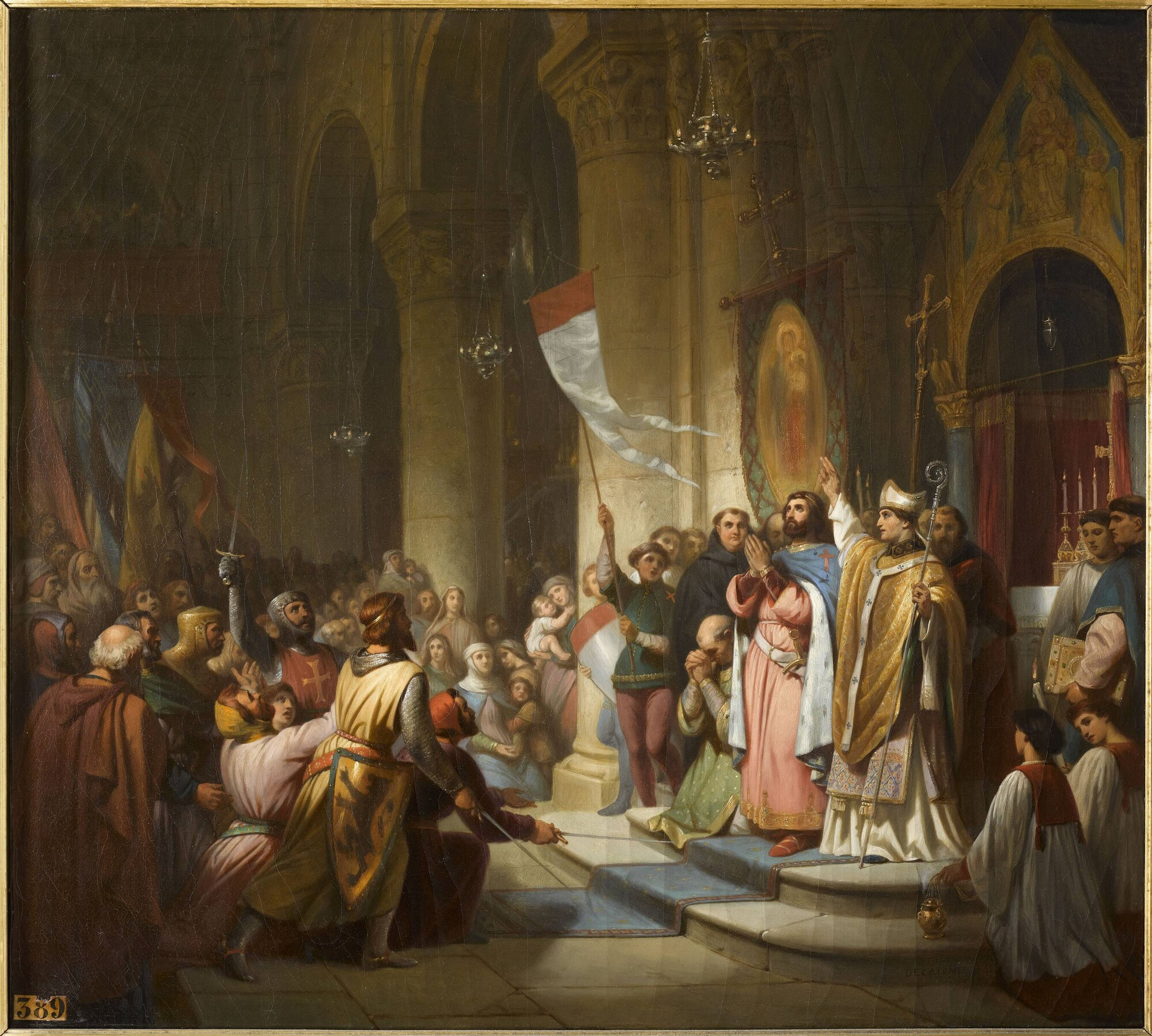
Bonifatius van Montferrat wordt aangewezen om de Vierde Kruistocht te leiden.

Het jaar 1201 is het 1e jaar in de 13e eeuw volgens de christelijke jaartelling.

## Gebeurtenissen
- Slag bij Stellau: De Denen onder prins Waldemar verslaan een Duits leger onder Adolf III van Holstein. Adolf trekt zich terug naar Hamburg, waar hij belegerd en gevangengenomen wordt.
- De titel van sjarief van Mekka komt in handen van de stam der Hasjemieten.
- Paus Innocentius III kiest in de strijd tussen Filips van Zwaben en Otto IV van Brunswijk om het koningschap van Duitsland na de dood van keizer Hendrik IV laatstgenoemde als koning, en dreigt met excommunicatie tegen zijn tegenstanders.
- Vierde Kruistocht:
  - Na de dood van Theobald III van Champagne wordt Bonifatius I van Monferrato gekozen om de kruistocht te leiden.
  - Venetië belooft schepen om de kruisvaarders over te zetten naar het Heilige Land.
- Wouter III van Brienne claimt de titel koning van Sicilië.
- De stad Riga wordt gesticht.
- kloosterstichting: abdij Ter Kameren (Elsene)
- oudste vermelding: Griebo, Olten

## Opvolging
- Antiochië – Bohemund III opgevolgd door zijn zoon Bohemund IV
- Bretagne – Constance opgevolgd door haar zoon Arthur I
- Champagne – Theobald III opgevolgd door zijn nageboren zoon Theobald IV onder voogdij van diens moeder Blanca van Navarra
- Kleef – Arnoud II opgevolgd door Diederik VI
- Silezië-Breslau – Bolesław I opgevolgd door zijn zoon Hendrik I
- Tempeliers (grootmeester) – Philippe du Plaissis in opvolging van Gilbert Erail

## Geboren
- 3 april – Maria van Zwaben, echtgenote van Hendrik II van Brabant
- 30 mei – Theobald I, koning van Navarra (1234-1253) en (als Theobald IV) graaf van Navarra
- 9 oktober – Robert de Sorbon, Frans theoloog
- Adelheid, hertogin van Bretagne (1203-1221)
- Agnes van de Palts, echtgenote van Otto III van Beieren
- Daniel, koning van Galicië-Wolynië (1205-1264)
- Ladislaus III, koning van Hongarije (1204-1205)
- Nasir al-Din al-Toesi, Perzisch filosoof
- Thomas van Cantimpré, Zuid-Nederlands geestelijke en schrijver
- Johan I, koning van Zweden (1216-1222) (jaartal bij benadering)

## Overleden
- 21 maart – Absalon (~72), Deens staatsman, aartsbisschop van Lund
- 22 maart – Jaroslav, hertog van Opole
- 24 mei – Theobald III (~25), graaf van Champagne
- ca. 19 juli – Agnes van Meranië, echtgenote van Filips II Augustus
- Arnoud II, graaf van Kleef
- Bohemund III, prins van Antiochië (1163-1201)
- Bolesław I, hertog van Silezië-Breslau
- Constance (~40), hertogin van Bretagne (1166-1201)
- Sigurd Lavard, Noors prins